# Place Charles-de-Gaulle (Moscou)
Pour les articles homonymes, voir Place Charles-de-Gaulle (homonymie) et Charles de Gaulle (homonymie).
La place Charles-de-Gaulle (en russe : Площадь Шарля де Голля, Ploŝadʼ Šarlâ de Gollâ en translittération ISO 9, Plochtchad Charlia de Gollia en transcription française) est une place située au nord de Moscou.

## Situation et accès
Elle est située dans le district d’Alekseïevski, municipalité faisant partie de la circonscription administrative nord-est de la ville. La place donne sur l'avenue de la Paix, en face de l'entrée principale du Centre panrusse des expositions, devant l'hôtel Cosmos.
La place Charles-de-Gaulle se trouve à l'angle de l'avenue de la Paix et de la rue des Cosmonautes, devant l'hôtel Cosmos, en face de l'entrée principale du Centre panrusse des expositions et du Deuxième Passage transversal. Une statue de l'homme d’État français est inaugurée le 9 mai 2005 à l’occasion des 60 ans de la victoire de l'Union soviétique sur l'Allemagne nazie, en présence de Jacques Chirac, président en exercice de la France. Aucune adresse n'est sise place Charles-de-Gaulle.

Jacques Chirac, lors de l'inauguration de la statue du général de Gaulle.

## Origine du nom
Cette voie porte le nom du militaire, résistant, homme d'État et écrivain français Charles de Gaulle (1890-1970).

## Historique
C'est en 1990 que cette place prend le nom de place Charles-de-Gaulle.